# Национален отбор по футбол на Венецуела
Нацоналният отбор по футбол на Венецуела представлява страната в международните футболни срещи. Контролира се от Венецуелската футболна федерация. Най-доброто постижение на отбора е класирането на 5 място на турнира Копа Америка през 1967 г.